# Compress
Compress je un*xový program na kompresi dat metodou LZC, což je implementace algoritmu LZW využívající proměnně dlouhé ukazatele podobně jako LZ77. Program, který takto komprimované soubory umí dekomprimovat, se jmenuje uncompress.
Soubory komprimované programem compress mají obvykle příponu .Z. Většina programů typu tar interpretuje přepínač -Z tak, že výstup prožene rourou přes compress (tar samotný pouze skládá soubory do jednoho, neumí provést kompresi). V takovém případě je koncovka souboru obvykle .tar.Z.

## Dějiny
Algoritmus LZW použitý v compresu patentovala Sperry Research Center v roce 1983. Terry Welch napsal článek pro IEEE o algoritmu v roce 1984, ale nezmínil se v něm, že už bylo zažádáno o patent. Spencer Thomas pak podle článku implementoval compress v roce 1984, aniž by věděl, že použití je omezeno patentem (podobně využíval LZW kompresi obrázkový formát GIF). Pod vedením Josepha M. Orosta byla dokončena konečná verze (4.0) compressu a byla uvolněna coby svobodný software na usenetové skupině 'comp.source.unix' v roce 1985. Patent byl udělen v roce 1985 a compress tak nesměl být používán bez placení poplatku Sperry Research (později pohlceno Unisysem). V některých skupinách uživatelů, například v prostředí Linuxu, se tak compress dlouhodobě příliš neuchytil - plně svobodné programy gzip a bzip2 začaly být záhy oblíbenější. Naproti tomu na Unixech a BSD systémech byl stále používán. Patent na LZW kompresi vypršel v roce 2003, od té doby je tedy volně použitelný i compress.